# منتخب باراغواي لكأس فيد
منتخب باراغواي لكأس فيد هو ممثل باراغواي الرسمي في كرة المضرب في كأس فيد.